# Rolf Raiser
Pour les articles homonymes, voir Raiser.
Rolf (Rudolf) Carl Eduard Raiser, né le 19 mai 1903 à Stuttgart et mort le 9 février 1973 dans la même ville, est un juriste allemand spécialisé dans les assurances. 

## Biographie
Rolf Raiser est le fils de l'avocat Carl Raiser (1872-1954). En 1921, il passe son examen de fin d'études au gymnasium Eberhard-Ludwigs de Stuttgart et étudie le droit à Tübingen, Leipzig, Rostock et Berlin. Après une formation de vendeur en assurances, il rejoint en 1931 la Württembergische Feuerversicherung (Compagnie d'assurance incendie du Wurtemberg), dirigée par son père, en tant que conseiller juridique. En 1937, il est nommé au conseil d'administration et en 1953, il devient président du conseil et directeur général. Il reste dans cette fonction jusqu'en 1961.
De 1958 à 1961, il est président de l'Association allemande des assurances.
Son frère est l'avocat Ludwig Raiser. À partir de 1921, il est membre de la fraternité étudiante Akademische Gesellschaft Stuttgardia Tübingen. Son fils est l'avocat Thomas Raiser.

## Distinction honorifique
- Ordre du Mérite de la République fédérale d'Allemagne